# Belut
Belut (cyr. Белут) – wieś w Serbii, w okręgu pczyńskim, w gminie Bosilegrad. W 2011 roku liczyła 58 mieszkańców.